# 虚拟可能性
虚拟可能性(也叫做真势可能性或形而上学可能性）是在模态逻辑中研究最多的模态。虚拟可能性是我们在关注反事实条件的时候考虑的那种可能性; 虚拟模态是有关于一个陈述是否可能已经为真的模态词——包括可能、可以、必定、必然、偶然等等。虚拟可能性包括逻辑可能性、形而上学可能性、法则可能性和时间可能性.
- ^ “真势可能性”一词名称的来源和真势语气有关，请参见有关文章以获得更多解释。

## 虚拟可能性及其它模态
虚拟可能性的概念是相对于同类中的认知可能性（或称知态可能性，研究的是事物“可从所知事实得出的可能的性质”）和道义可能性（也称应态可能性，研究的是“事物应该具有的性质”）的概念的。

### 认知可能性
由于在通常的语言中表示同样意思的说法“可能是”、“不可能是”、“一定是”经常用来表达某一种可能性，因此与认知可能性相反的概念对推断结论来说尤其重要。然而它们是不同的。我们不确知哥德巴赫猜想是否成立（至今无人可证明）；所以（以我们的认识来说）它既可能成立也可能不成立。但如果实际上能证明它确实成立的话（我们都知道这是有可能的），则（从主观假设的虚拟角度来说，我们认为）其一定是必然地成立；“能证明它成立”的意思是指（在逻辑上）它不可能不成立。类似地，“外面可能在下雨”这件事或许（从认知上来说）根本不可能——我们可能是确定无疑地知道外面没有下雨——但这很难说明“外面（主观虚拟地）一定不可能下雨。”

### 道义可能性
虽然虚拟可能性和道义可能性有些在语言中交叠的情况，例如语言中“你可以/不能怎样怎样”的说法有时用来表达的是你主观虚拟地能够做到或不可能做到的某事（即表达的是“你能够/不可能做到这个”的意思，这样表达的是主观可能性），也有时用来表达的是可以或者不该那么做的某事（即表达的是“你可以/不该这么做”的意思，这样表达的是道义可能性），但在通常的语言表达中，这两者的接近程度要比起虚拟可能性和认知可能性的接近程度小。虚拟模态和道义模态表达的逻辑有一些重要的区别：特别地，虚拟的必然性往往伴随的就是实际真相。（例如，如果张三逻辑上必定如何，则可推断他实际上确实如何；然而由于道义观的不确定，不能同样地从事实推断出张三道义上必定如何。）
- ^ 译注：此句原文（连同后半句）是but in this vale of tears you cannot make the same inference from the fact that ....，其中使用了一个英文中短语vale of tears（英语：vale of tears）（眼泪谷，或伤心谷）。由于难于在译文中完整表达其准确含义，只好换个引申的说法来代替表达其部分意义，但不知是否合适。请大家一起想个合适的译法。

## 虚拟可能性的种类
有多种不同的类型虚拟模态，由于取决于分类时所依据的用以决定哪些情况算作“可能”的规则的严格程度，某一类既可能会比另一类包含更宽的范围，也可能（使用不同严格程度的规则划分时）会比同样另一类的范围要窄。经常讨论的一些模态种类是：
- 逻辑可能性，通常认为是可能性分类中最广泛的一种；对一个陈述来说，如果它能不含逻辑矛盾地成立，则称该陈述是逻辑可能的。“迪克·切尼是单身汉”这个陈述是逻辑可能的，尽管事实上迪克·切尼不是单身汉；大部分哲学家认为象“如果非常用力地扇动胳膊，人就能飞起来”这类命题是逻辑地可能的，尽管（按自然法则来说）它们是法则不可能的。另一方面，“迪克·切尼是已婚的单身汉”则是逻辑不可能的，这是因为大家都明白单身汉即未婚者，这使句子里包含了一个逻辑矛盾。

- 形而上学可能性可能等价于逻辑可能性，也可能是个更窄的概念（取决于某个哲学家对这两者间关系的认识，或者部分地取决于该人对逻辑的观点）。某些哲学家所持的发现的同一性（discovered identities）观点（如克利普克的“水是 H2O”）是形而上学必然的、但不是逻辑必然的（有人可能坚持 “水不是 H2O”不存在形式上的矛盾，尽管这变成了形而上学不可能的 ）。

- 法则可能性是一种自然规律下的可能性。大卫·休谟以来的大多数哲学家持有自然规律属于形而上学偶然的观点，即可能存在着和人们实际获得的自然规律不同的自然规律。如果是这样，就不应是逻辑地或形而上学地不可能的。譬如，“要想在一天之内到达南门二星球，这只能发生在你能比光速更快的情况下”，然而这之中当然地含有一种这件事不可能的重要理解；就算自然规律真的就是那样，你也没办法实际做到。（有些哲学家，如西德尼·舒梅克（Sydney Shoemaker），争辩说自然规律是事实上必然而非偶然的；如果这样，则法则可能性就是等价于形而上学可能性的。

- 时间可能性是在给定了世界实际历史的前提下的可能性。 大卫·刘易斯（David Lewis）曾经可以选择接受会计学学位而不是哲学学位；然而这之中包含了一种重要的理解，即他现在不能进行选择。“曾经可以”表达的事实是，刘易斯拥有一个会计学学位而非一个哲学学位这件事和逻辑的、形而上学的、以及法则的不可能性无关；“现在不能”表达的事实是，在给定了过去即如实际事实的前提下，就不能再实现那种“可能性”。